# Никитаево
Никитаево — село в Тулунском районе Иркутской области России. Входит в состав Афанасьевского муниципального образования. Находится примерно в 11 км к северо-востоку от районного центра — города Тулун.

## Население
| 2002 | 2010 | 2011 | 2012 |
| ---- | ---- | ---- | ---- |
| 342  | ↘336 | ↘335 | ↗337 |

По данным Всероссийской переписи населения 2010 года в селе проживало 336 человек (160 мужчин и 176 женщин).